# Halosenniemi

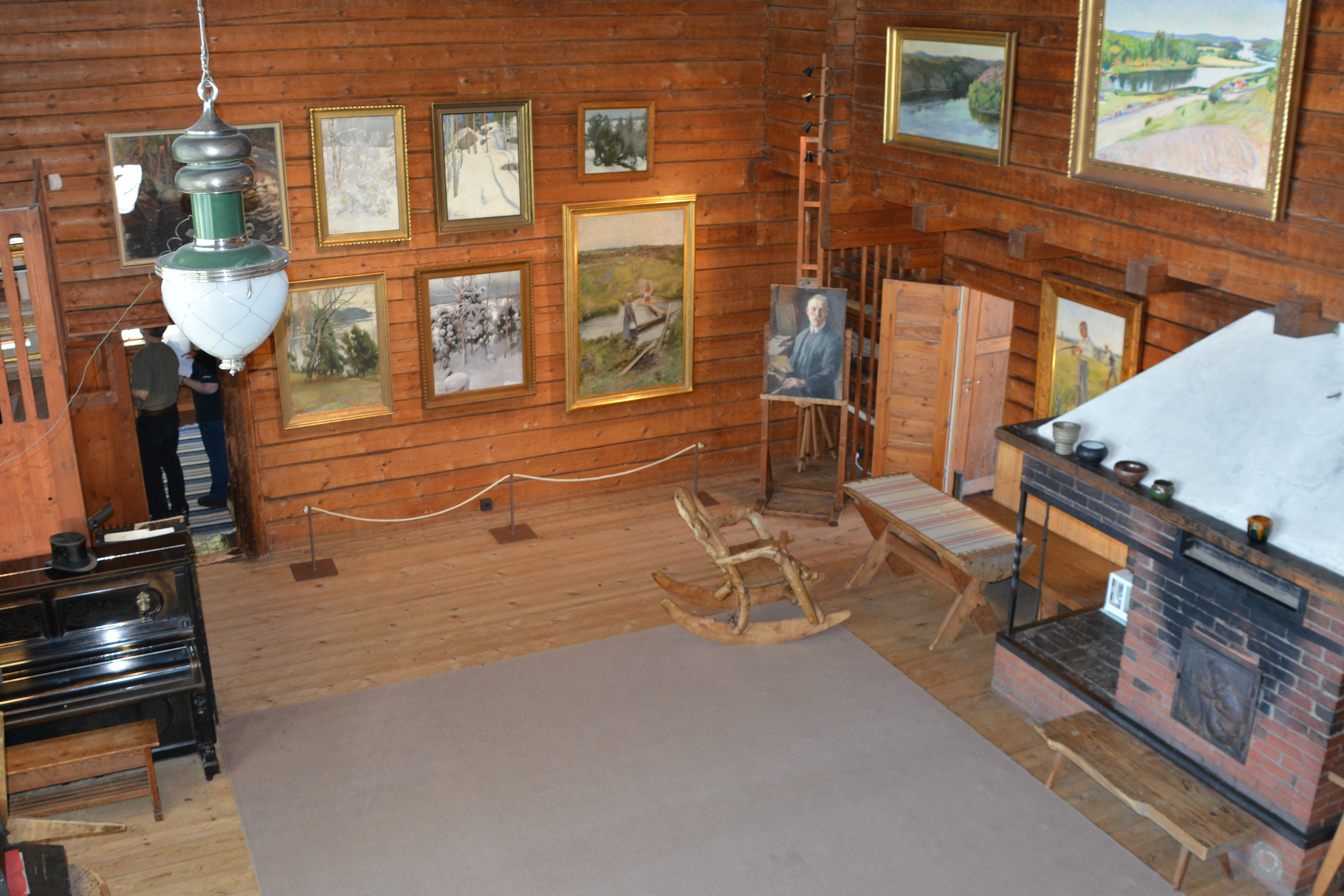
Ateljén.

Halosenniemi (Halonens udde) är ett finländskt konstnärsmuseum, som består av Pekka Halonens ateljé och bostad i Tusby kommun söder om Träskända.
Pekka Halonen ritade timmerhuset tillsammans med sin bror Antti Halonen i nationalromantisk stil. Det byggdes 1902 vid Tusby Strandväg på en liten udde i Tusby träsk. Han har också formgivit detaljer i huset som ugnsluckor och dörrar. Han och frun Maija Halonen bodde där med sina åtta barn. Det största rummet i huset är Pekka Halonens ateljé, där han arbetade mer än tre decennier. Huset var en viktig träffpunkt för den konstnärskoloni som utvecklades under början av 1900-talet kring Tusby Strandväg. Ateljén är hög och ljus med ett stort fönster mot norr. Rummet var därför mitt i vintern rätt så kallt. Pekka Halonen var ofta frustrerad över att hans färger frös på vintern och tillbringade därför ofta mycket tid i köket som var varmare.
Tusby kommun köpte fastigheten 1949 och tillgängliggjorde huset under 1950-talet. Trädgården har återställts till sitt ursprungliga skick och tomten förklarades som naturreservat 1966.
Huset restaurerades under 1990-talet till ursprungligt skick.

## Bildgalleri

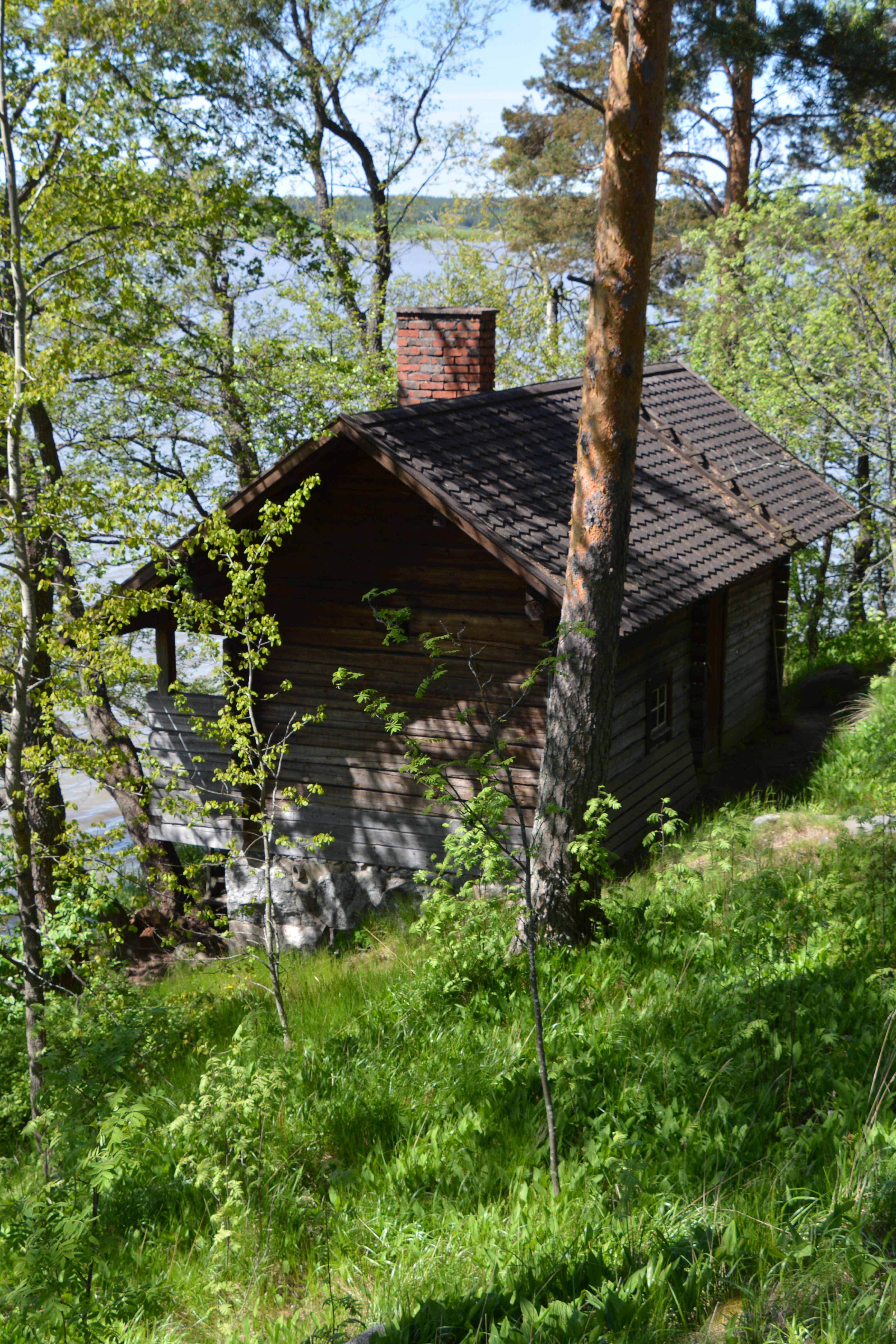
Bastun
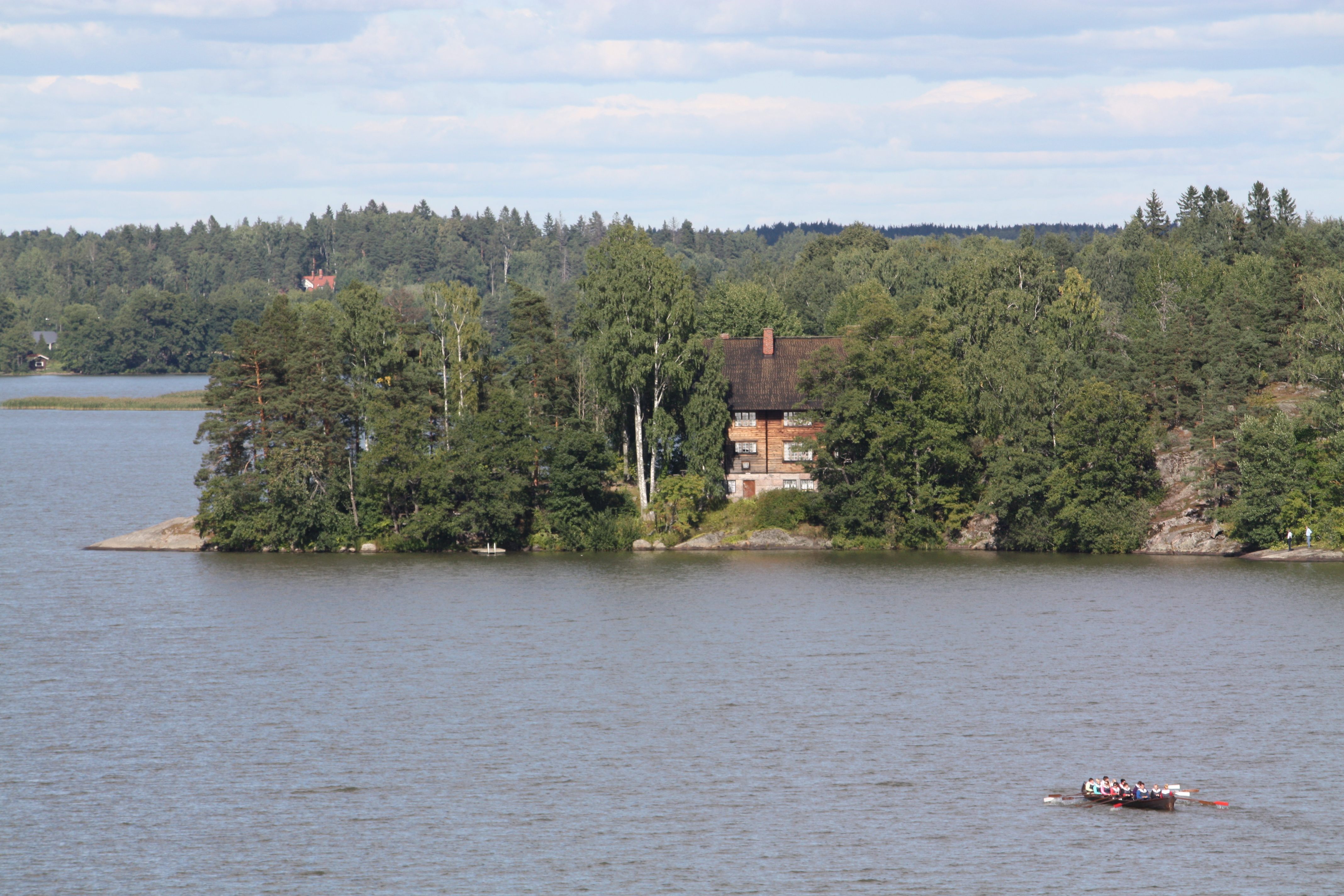
Kyrkbåt på Tusby träsk på väg till Halosenniemi
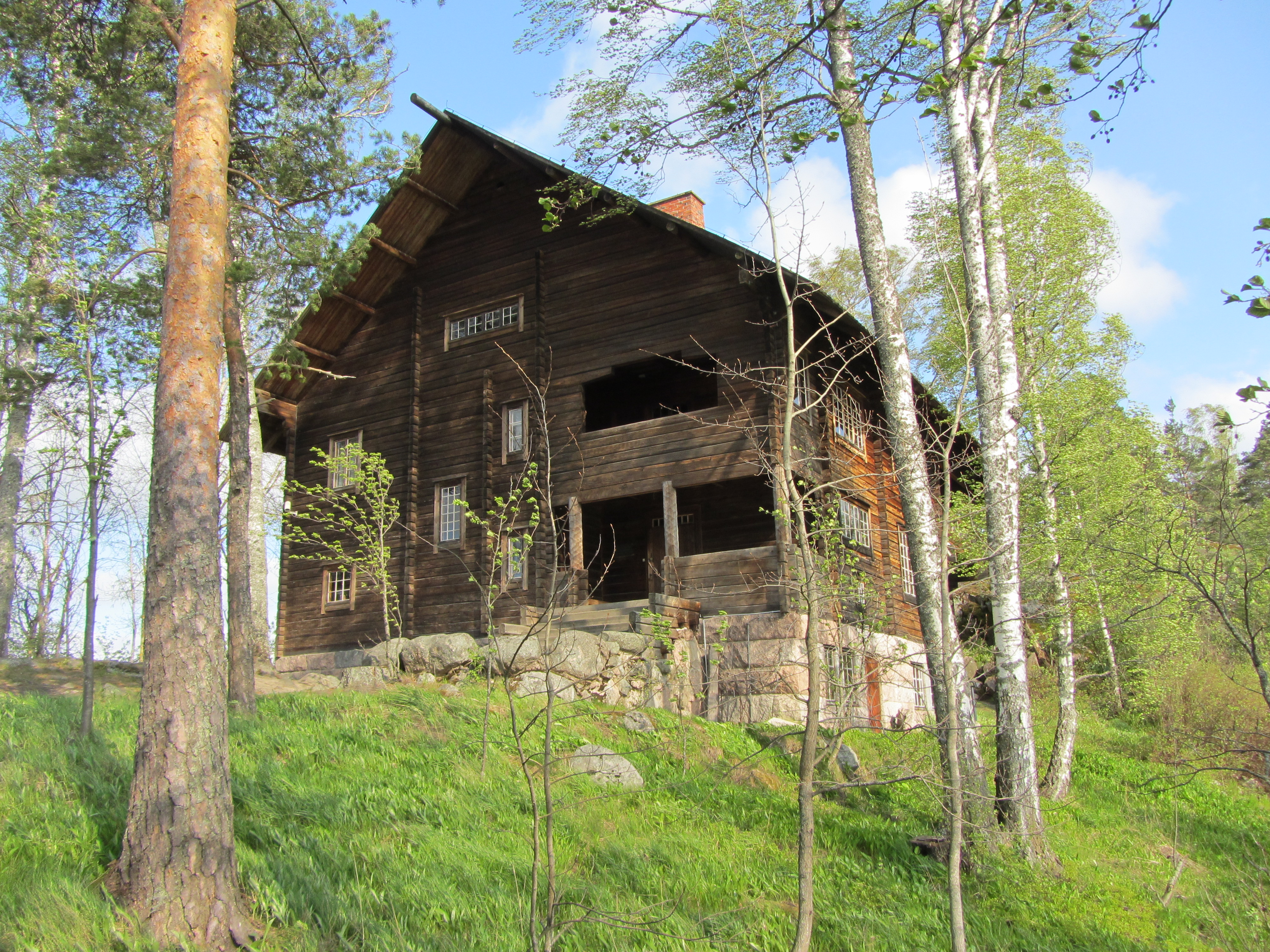
Huset från huvudentrésidan mot sjön
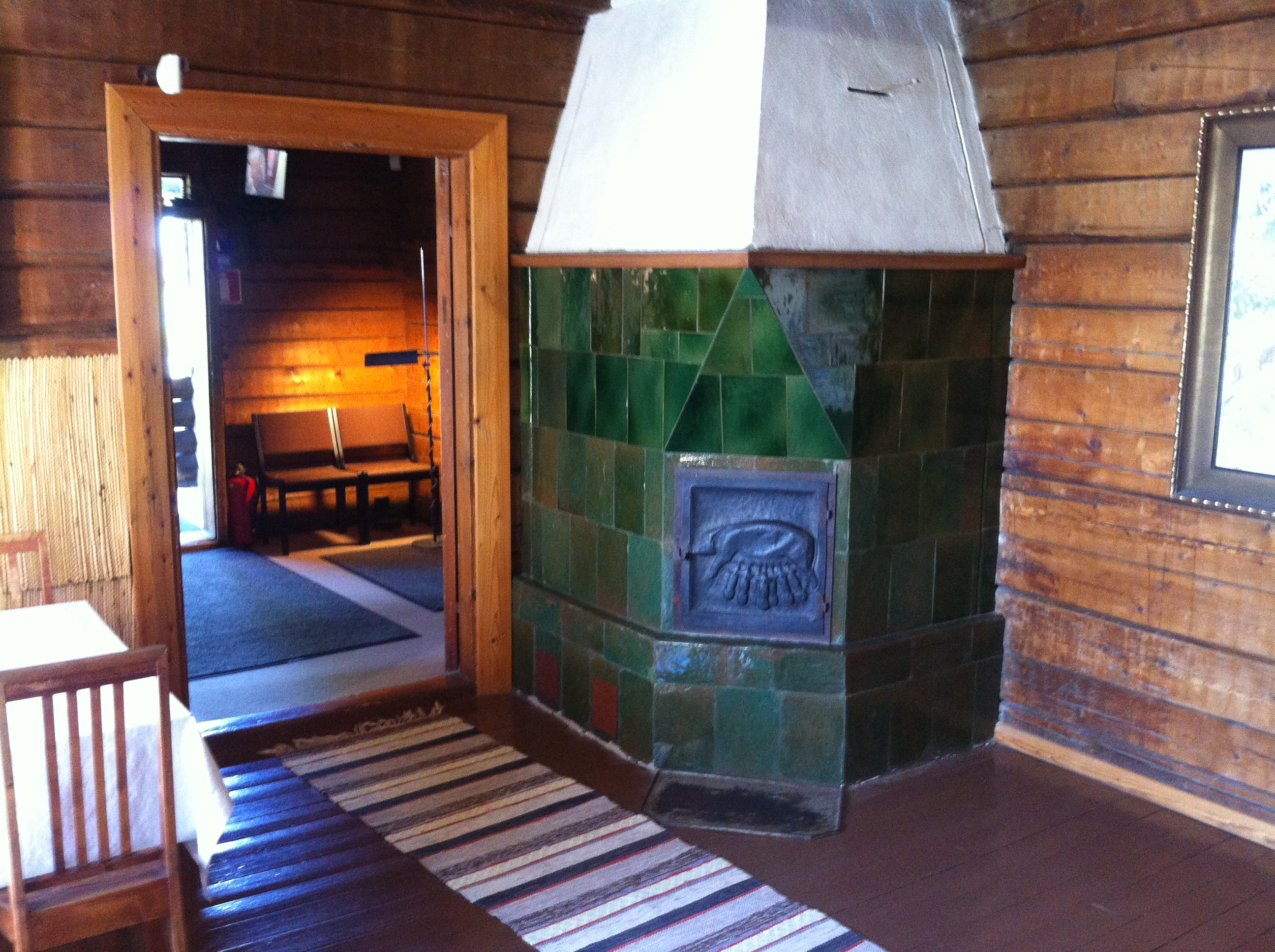
Ugn med ugnslucka formgiven av Pekka Halonen
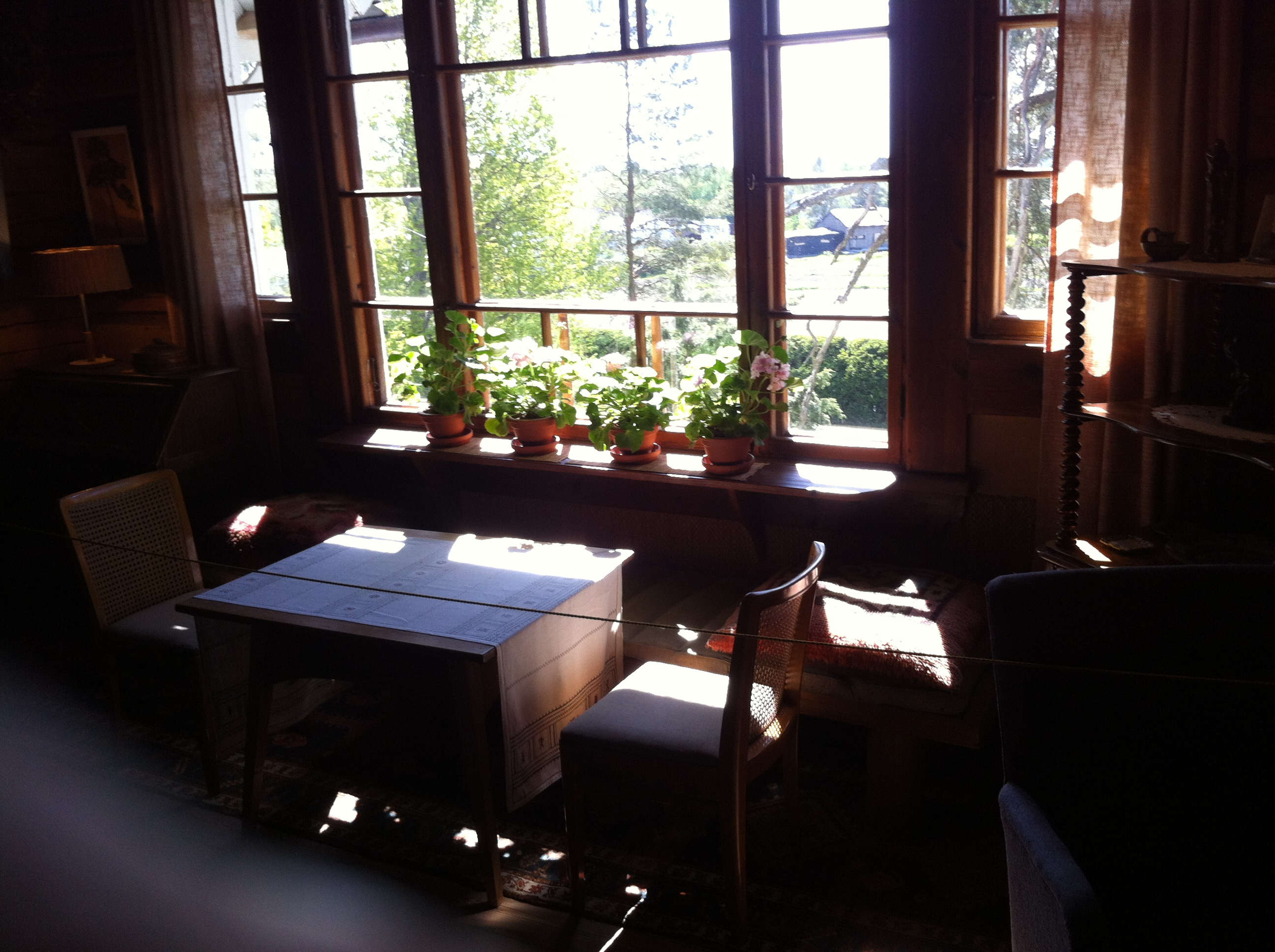
Utsikt från vardagsrummet